# 테리 해리슨

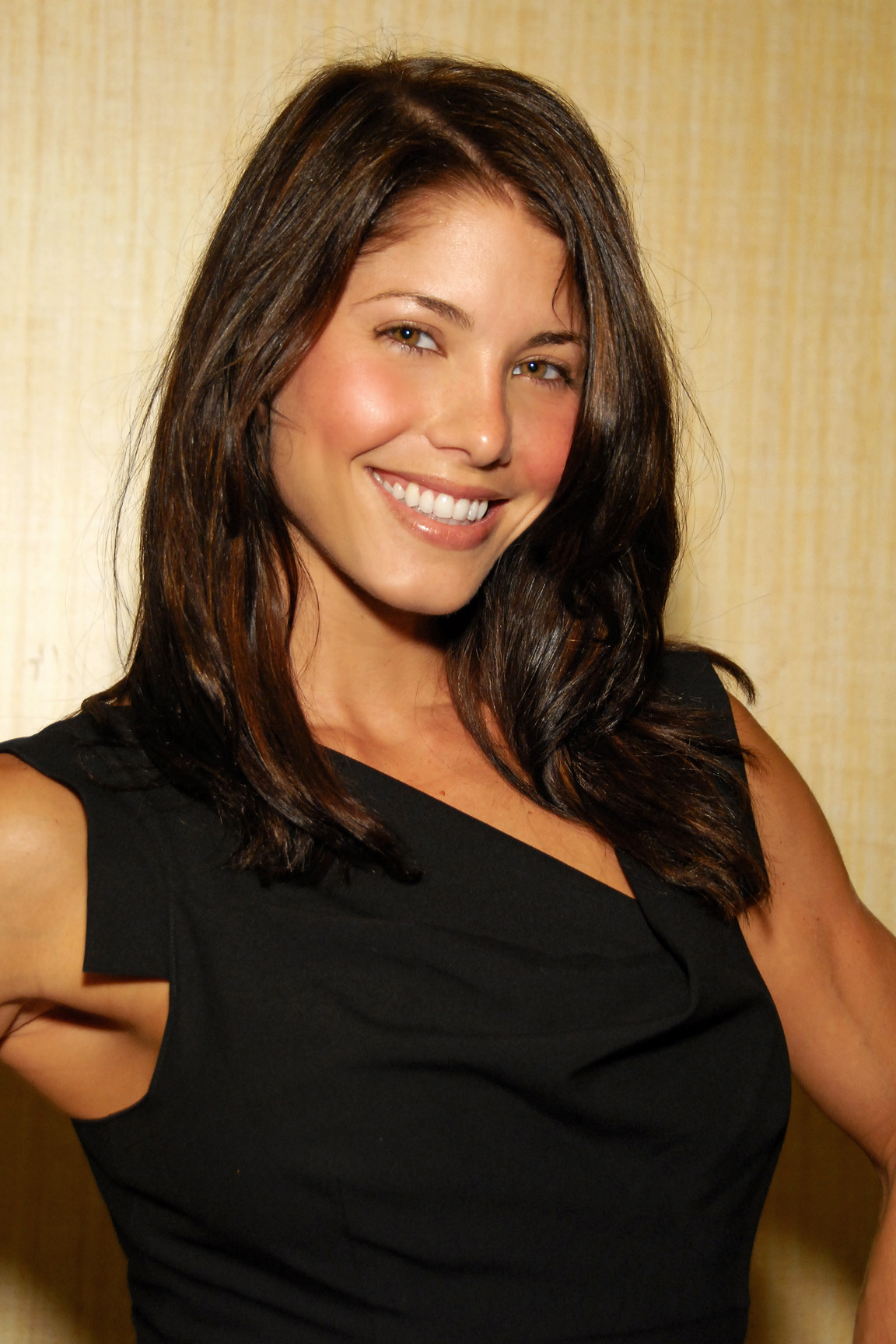

테리 해리슨(Teri Harrison, 1981년 2월 16일 ~ )은 미국의 배우, 플레이메이트, 모델, 영화배우이다.
브레이든턴에서 태어났다.

## 영화
- 스너프 무비 (2005년)